# Велько Бакашун
Велько Бакашун (14 червня 1920 — 17 липня 2007) — югославський ватерполіст.
Срібний призер Олімпійських Ігор 1952 року, учасник 1948 року.